# 金·坎普·吉列

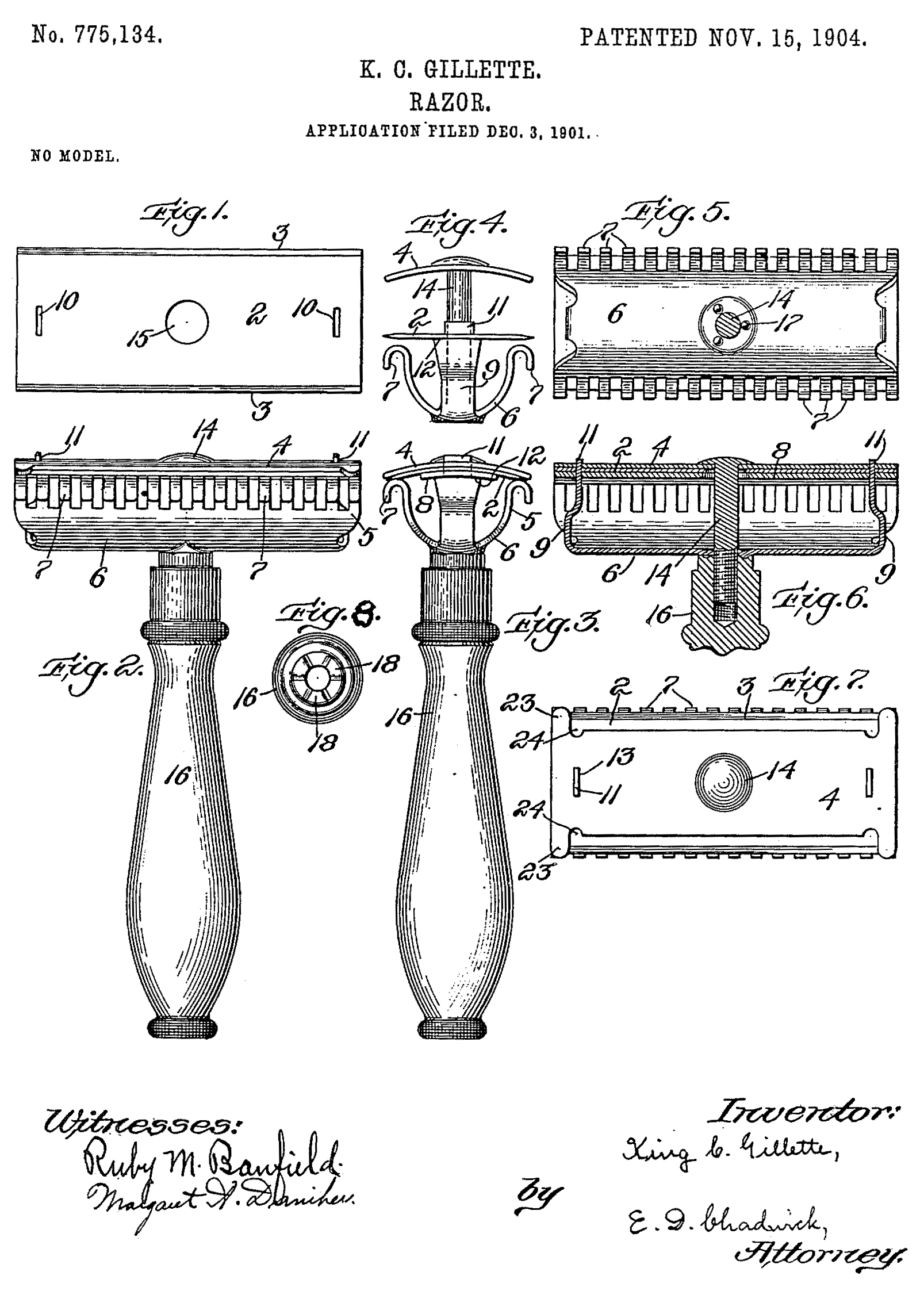
Patent drawing of the Razor.

金·坎普·吉列（英語：King Camp Gillette，也叫 King C. Gillette，1855年01月5日—1932年07月9日）是美国商人。 他发明了一种安全剃须刀，卖的非常畅销。 在吉列的设计之前，有几个模型已经存在。 吉列的创新之处是引入了薄而廉价的一次性冲压钢刀片。  吉列被广泛认为是发明了所谓的剃刀与刀片商业模式，即低价卖出剃刀用以增加刀片的销量，但实际上他只是在他的竞争对手之后才采用这种模式。